# منعكس بدائي
المنعكس البدائي (بالإنجليزية:  Primitive reflexes)‏ هي الأفعال المنعكسة التي تنشأ في الجهاز العصبي المركزي التي يتم عرضها من قبل
الأطفال الرضع الطبيعيين، ولكنها لا تظهر عند البالغين ذوي الأجهزة العصبية السليمة، كاستجابة للمثيرات معينة. تكون ردود الفعل هذه غائبة نتيجة لتطور من الفص الجبهي وهي التحولات المعتادة في نمو الطفل. تسمى هذه المنعكسات البدائية أيضًا انعكاسات الرضع، أو ردود فعل الأطفال وحديثي الولادة.
الأطفال الأكبر سنّاً والبالغين الذين يعانون من الأمراض العصبية (على سبيل المثال، الأشخاص الذين يعانون من الشلل الدماغي) قد يحتفظون بردود الفعل هذه، وردود الفعل البدائية قد تعود إلى الظهور في البالغين. يمكن أن تعزى عودة ظهورها إلى بعض الظروف العصبية بما في ذلك الخرف (خصوصاً في مجموعة نادرة من الأمراض تسمى التأخر الجبهي الصدغي)، وإصابات الاصطدام، والسكتات الدماغية. يمكن للشخص الذي يعاني من الشلل الدماغي مع ذكاء معتاد أن يتعلم قمع ردود الفعل هذه، ولكن ردود الفعل قد تعاود الظهور في ظل ظروف معينة (أي خلال رد فعل جفلي عنيف). يمكن أيضًا أن يقتصر ردود الفعل على تلك المناطق المتضررة من الأمراض العصبية، (أي أن الأفراد الذين يعانون من الشلل الدماغي الذي يؤثر فقط على أرجلهم يمكنهم الإبقاء على رد الفعل بابينسكي ولكنهم يتحدثون بشكل طبيعي)؛ لأولئك الأفراد المصابين بشلل نصفي، يمكن أن نرى رد الفعل لديهم في قدم الجانب المصاب فقط.
يتم اختبار ردود الفعل البدائية في المقام الأول مع إصابات الدماغ المشتبه فيها أو بعض أمراض الخرف مثل مرض باركنسون بغرض تقييم أداء الفص الجبهي. إذا لم يتم قمعها بشكل صحيح يطلق عليهم علامات إطلاق أمامية. كما يجري البحث عن ردود الفعل البدائية الشاذة كعلامات إنذار مبكر محتملة لاضطرابات طيف التوحد.
وتوسط ردود الفعل البدائية بواسطة وظائف الجزء «خارج الهرمي»، وكثير منها تكون موجودة عند الولادة بالفعل. يتم فقدها عندما يكتسب السبيل الهرمي وظيفته مع الميالين تدريجيًا. يمكن أن تعود إلى الظهور في البالغين أو الأطفال الذين يعانون من فقدان وظيفة النظام الهرمي بسبب العديد من الأسباب. ولكن مع ظهور منهج امييل تايسون للتقييم العصبي، قلت أهمية تقييم هذه الأفعال المنعكسة في الأطفال.

## القيمة التكيُفية لردود الفعل
تختلف ردود الفعل في فائدتها. تحمل بعض ردود الفعل قيمة البقاء على قيد الحياة (على سبيل المثال، منعكس التجذير، والتي تساعد الرضع على الرضاعة الطبيعية بإيجاد حلمة الأم). يظهر الرضيع منعكس التأصيل/ التجذير فقط عندما يكون جائع وتم لمسه من قبل شخص آخر، وليس عند لمس أنفسهم. هناك عدد قليل من ردود الفعل التي من المرجح أنها تساعد في بقاء الرضع أحياء أثناء التطور البشري في الماضي (على سبيل المثال، منعكس مورو). ردود الفعل الأخرى مثل المص والإمساك ساعدت في إنشاء تفاعل مذهل بين الآباء والأطفال الرضع. ويمكن أن يشجع أحد الوالدين للاستجابة بحب ومودة ولإطعام أطفالهم بمزيد من الكفاءة. بالإضافة إلى ذلك، فإنه يساعد الآباء والأمهات في إراحة الرضيع بينما يسمح للطفل بالسيطرة على القلق وكمية الاستثارة التي يتلقونها.

## رد الفعل الانعكاسي مورو

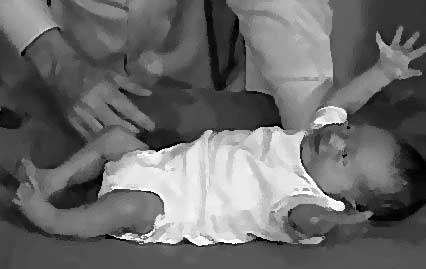
رد الفعل الانعكاسي مورو

يشار أحيانًا إلى هذا الانعكاس باسم كرد الفعل الجفلي، ردود الفعل مفاجئة، جفل لا إرادي أو رد فعل الاحتضان. ولكن الأكثر شيوعا أنها استجابة «مورو» مورو أو رد فعل مورو تيمنًا بمكتشفه، طبيب الأطفال إرنست مورو. يكون رد فعل مورو موجودا عند الولادة، ويصل لقمته في الشهر الأول من الحياة، ويبدأ في الاختفاء حوالي 2 أشهر من العمر. من المرجح أنه يحدث إذا تغير موضع رأس الرضيع فجأة، تغير درجة الحرارة فجأة، أو الجفل بسبب ضجة مفاجئة. يتمدد كل من الساقين والرأس ويرتعش الذراعان للأعلى والخارج مع رفع راحتي اليد وانحناء الإبهام. بعد فترة وجيزة يتم جلب الذراعيين معا وغلق اليدين كقبضة يد، ويصرخ الأطفال بصوت عال. يختفي هذا الفعل الانعكاسي عادة في غضون ثلاثة إلى أربعة أشهر من العمر،  على الرغم من أنها قد يستمر حتى ستة أشهر. قد يكون غياب رد الفعل في الجانبين راجعا إلى تلف الجهاز العصبي المركزي عند الرضيع، في حين أن غيابه من جانب واحد قد يعني إصابة بسبب صدمة عند الولادة (على سبيل المثال، وهي كسر في الترقوة أو إصابة الضفيرة العضدية). شلل إرب  أو أي شكل آخر من أشكال الشلل موجود أيضا في بعض الأحيان في مثل هذه الحالات. في تاريخ التطوري البشري، ربما يكون رد الفعل مورو قد ساعد الرضع في التشبث بالأم في حين تم حمله. إذا فقد الطفل توازنه، يتسبب رد فعل الطفل في احتضانه لأمه واستعادة قبضته على جسم الأم.

## المشي / الخطو الانعكاسي

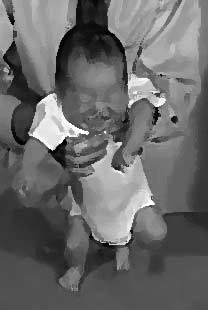
رد فعل المشي الانعكاسي

رد فعل المشي أو الخطو موجودا عند الولادة، على الرغم من هذا فإن رضع بهذا الصغر لا يمكنهم دعم وزنهم. عندما يلامس باطن أقدامهم سطح مستو فإنهم سيحاولون المشي من خلال وضع قدم واحدة أمام الأخرى. يختفي هذا الفعل المنعكس خلال ستة أسابيع بسبب نسبة زيادة وزن الساق إلى قوتها. يعاود الظهور كسلوك إرادي في سن ثمانية أشهر إلى سنة واحدة.

## رد الفعل المنعكس «التجذير»

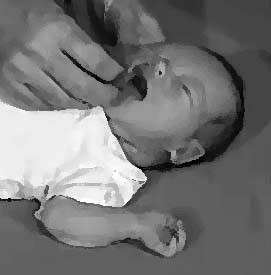
رد الفعل الانعكاسي التجذير

التجذير الانعكاسي موجودا عند الولادة (سن ظهوره 28 أسبوع من الحمل) ويختفي عند سن أربعة أشهر، حيث أنه يخضع تدريجيًا للتحكم الإرادي. يساعد رد الفعل التجذير في عملية الرضاعة الطبيعية. حيث يدير الرضيع حديث الولادة رأسه نحو أي شيء يلامس خده، أو فمه، باحثًا عن هذا الشيء عن طريق تحريك رأسه في أقواس تتناقص تدريجيًا حتى يتم العثور عليه. بعد أن تصبح هذه الاستجابة مألوفة عنده بهذه الطريقة (إذا كانت في الرضاعة الطبيعية، بعد ما يقرب من ثلاثة أسابيع الولادة)، سيتحرك الرضيع مباشرة إلى الشيء دون البحث.

## رد الفعل الانعكاسي «المص»
المص الانعكاسي شائع في جميع الثدييات وموجودا عند الولادة. وهو مرتبط برد الفعل التجذير والرضاعة الطبيعية. أنه يؤدي بالطفل لامتصاص غريزي لأي شيء يلامس سقف الفم، ويحاكي طريقة أكل الطفل بشكل طبيعي. هناك نوعان من مراحل عمل در الفعل:
التعبير: ينشط عندما يتم وضع الحلمة بين شفتي الطفل وتلامس الحنك. وسيقومان تلقائيا بالضغط على الحلمة بين اللسان والحنك لاستخلاص الحليب.
حلب: يتحرك اللسان من الهالة إلى الحلمة، ينحدر الحليب من الأم إلى أن يبتلعه الطفل.

## رد الفعل الانعكاسي المنشط للرقبة

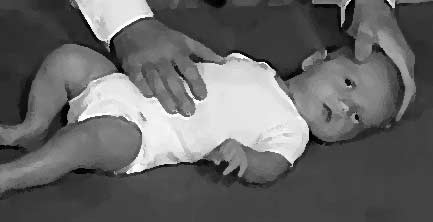
رد الفعل المنشط للرقبة

رد الفعل الانعكاسي المنشط للرقبة، المعروف أيضا باسم انعكاس منشط الرقبة غير المتماثل أو «وضعية المبارزة» موجود في شهر واحد من العمر، ويختفي عند حوالي أربعة أشهر. عندما يتم تحريك رأس الطفل إلى جنب، يستقيم الذراع على هذا الجانب بينما سينحني الذراع الآخر (في بعض الأحيان الحركة تكون دقيقة جدا أو طفيفة). إذا كان الرضيع لا يستطيع الخروج من هذه الوضعية أو استمر رد الفعل في الحدوث لمدة 6 أشهر من العمر السابق، قد يكون لدى الطفل اضطراب في الخلايا العصبية الحركية العليا. وفقا للباحثين، فإن رد الفعل الانعكاسي المنشط للرقبة هو مقدمة لتنسيق عمل اليد / العين عند الرضيع. وتعد الرضيع أيضا للوصول إلى الحركة الإرادية.

## رد الفعل الانعكاسي: القبض الراحي (براحة اليد)

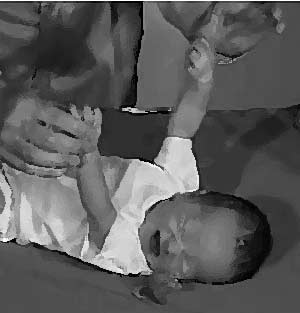
رد فعل القبض الراحي

يبدو أن رد فعل الجذب الراحي يظهر عند الولادة ويستمر حتى خمسة أو ستة أشهر من العمر. عندما يتم وضع شيء ما في يد الرضيع وتلامس راحته، سوف تنغلق الأصابع وتنقبض حول هذا الشيء من خلال رد فعل القبض الراحي. لمراقبة أفضل لرد الفعل، على السرير حيث يمكن للطفل يسقط بأمان على وسادة، قدّم للرضع إصبعي خنصر متقابلين (حيث أن السبابة عادة ما تكون كبيرة جدا للطفل لإمساكها)، ارفع تدريجيا. قبضة الطفل عليها قد تكون قادرة على دعم وزن الطفل، كما أنه قد تفرج قبضته فجأة ودون سابق إنذار. الحركة العكسية يمكن أن تحصل بضرب ظهر أو جانب اليد.

## رد الفعل الانعكاسي لباطن القدم
منعكس باطن القدم هو رد فعل طبيعي يتضمن ثني باطن القدم، حيث تتحرك أصابع القدم بعيدا عن الساق وانثنائها للأسفل. يحدث منعكس بشكل غير طبيعي (يعرف أيضا باسم علامة بابينسكي) عندما ينقطع تحكم الخلايا العصبية الحركية العليا عبر تعطيل دائرة الانثناء اللاإرادي. وهذا يؤدي إلى عطف ظهري للقدم (زوايا القدم تتجه نحو الساق، ينثني إصبع القدم الكبير للأعلى). هذا يحدث أيضا في الأطفال تحت عمر سنة واحدة، بسبب نقص تكون الميالين في السبيل القشري النخاعي (corticospinal tracts). ومع تطور هذه المناطق إلى شكلها البالغ، تتعطل دائرة الانثناء اللاإرادي من جانب المدخلات القشرة/النخاع التنازلية، ويتطور منعكس باطن القدم الطبيعي. المعروف أيضا باسم منعكس بابينسكي، وهذا هو علامة على خلل عصبي في البالغين (على سبيل المثال، إصابة العصب الحركي العلوي).

## منعكس جالانت
منعكس جالانت، المعروف أيضا باسم المنعكس الطفولي غالانت، يكون موجودا عند الولادة، ويتلاشى بين عمر 4-6 أشهر. عند مداعبة الجلد على طول جانب من ظهر الرضيع، يتأرجح الطفل نحو الجانب الذي تتم مداعبته. إذا استمر منعكس جالانت أكثر من ستة أشهر، فهو علامة على حالة مرضية. يسمى المنعكس جالانت نسبة إلى طبيب الأعصاب الروسي يوهان سوسمان جالانت.

## منعكس السباحة
يتضمن منعكس السباحة وضع وجه الرضيع في بركة من الماء. سوف يبدأ الرضيع التجديف والركل في حركة السباحة. يختفي رد الفعل بين 4-6 أشهر. على الرغم من أن الرضع يظهر استجابة طبيعية من خلال التجديف والركل، إلا أن وضعه في الماء يمكن أن يكون بمثابة مخاطرة كبيرة. يمكن أن يبتلع الرضيع كمية كبيرة من الماء أثناء أداء هذه المهمة، ولذلك فإن مقدمي الرعاية ينبغي أن يتعاملوا بحذر. ومن المستحسن تأجيل دروس السباحة للأطفال الرضع حتى عمر لا ثلاثة أشهر، وذلك لأن الأطفال الرضع المغمورة في المياه يمكن أن يموتوا من تسمم المياه.

## منعكس بابكين
يحدث منعكس بابكين في الأطفال حديثي الولادة، ويصف ردود مختلفة لتطبيق الضغط على كلتا راحتي اليد. قد يقوم الرضع بثني الرأس، دوران الرأس، وفتح الفم، أو مزيج من هذه الاستجابات. الأطفال الأصغر حجما والمولودين قبل موعدهم أكثر عرضة لهذا المنعكس، مع حدوثه الملحوظ في الأطفال المولدين خلال 26 أسبوعا من الحمل. وأخذ المنعكس اسمه نسبة إلى طبيب الأعصاب الروسي بيتر بابكين.

## رد فعل المظلة الانعكاسي
يحدث هذا المنعكس في الرضع الأكبر سنا قليلا عندما يُحمل الطفل في وضع مستقيم ويتم تدوير جسم الطفل بسرعة لمواجهة الأمام (كما في الهبوط)، أو أي حافز مفاجئ (على سبيل المثال، ضجيج عال، ضربة على مكان دعم الطفل، أو السقوط 5-10 سم عبر الهواء) يسبب انثناء مفاصل الورك والركبة مع المباعدة بين الأصابع (مثل المروحة) يليه انقباض اليد وتمديد ذراعيه إلى الأمام ثم انثنائها. كما لو كان يتفادى السقوط، حتى وإن كان هذا المنعكس اللاإرادي يظهر قبل وقت طويل من مشي الطفل.ويختفى هذا المنعكس اللاإرادي عند عمر 3 ـ 4 شهور.

## ردود فعل بدائية أخرى تم اختبارها في البالغين
كما ذكر في المقدمة، عندما لا يتم تثبيط ردود الفعل البدائية بشكل صحيح فإنه عادة ما يشار إليها علامات الإطلاق الجبهية (على الرغم من أنها قد تكون تسمية خاطئة). بالإضافة إلى ردود الفعل التي سبق ذكرها، فهي تشمل المنعكس الذقني الراحي، منعكس الخطم، منعكس المقطب (ما بين الحاجبين) أو منكعس النقر.

## ردود الفعل البدائية في الأطفال حديثي الولادة الأكثر عرضة للخطر
يشير مفهوم المواليد الجدد الأكثر عرضة للمخاطر إلى حديثي الولادة مع وجود فرصة كبيرة للوفاة أو الاعتلال، وخاصة خلال الشهر الأول بعد الولادة. وحديثي الولادة ذوي المخاطر العالية غالبا ما تظهر منهم استجابات غير طبيعية من ردود الفعل البدائية، أو تنعدم استجابتهم تماما. تختلف ردود الفعل البدائية في الأطفال حديثي الولادة المعرضة للخطر في كثير من الأحيان اعتمادا على رد الفعل (على سبيل المثال، رد الفعل مورو قد يكون موجودا، في حين أن رد فعل المشي غائب أو غير طبيعي). الأداء العادي من ردود الفعل البدائية في الأطفال حديثي الولادة يمكن أن يكون مرتبطا بزيادة احتمالات ارتفاع تقييم ابجر، وزيادة الوزن عند الولادة، وقضاء وقت أقصر في المستشفى بعد الولادة، وحالة عقلية أفضل بشكل عام.
استخدمت دراسة حديثة مستعرضة لتقييم ردود الفعل البدائية في 67 طفل من حديثي الولادة ذات المخاطر العالية أسلوب العينة لتقييم ردود فعل مثل المص، بابينسكي ومورو. وأظهرت نتائج الدراسة أن منعكس المص تم بشكل طبيعي في معظم الأحيان (63.5٪)، تليها منعكس بابينسكي (58.7٪)، ومنعكس مورو (42.9٪). توصلت الدراسة إلى أن الأطفال حديثي الولادة ذوي المخاطر العالية قدمت استجابات دورية غير طبيعية أو منعدمة تماما لردود الفعل البدائية، أن كل رد فعل يختلق في الاستجابة.
ولكن مع ظهور وسائل بسيطة وفعالة مثل طريقة إميل تايسون للتقييم العصبي، كأداة للتنبؤ بظهور مشاكل عصبية في الأطفال حديثي الولادة ذوي المخاطر العالية والرضع، وأهمية تقييم ردود الفعل البدائية آخذة في التناقص.